# Oakland (Illinois)
Oakland è un comune degli Stati Uniti d'America, situato in Illinois, nella Contea di Coles.